# Daniela Götz
Daniela Götz (Neurenberg, 23 december 1987) is een Duitse zwemster. Ze vertegenwoordigde haar vaderland op de Olympische Zomerspelen 2004 in Athene en op de Olympische Zomerspelen 2008 in Peking.

## Carrière
Bij haar internationale debuut, op de wereldkampioenschappen zwemmen 2003 in Barcelona, strandde Götz in de halve finales van de 50 meter vrije slag. Samen met Katrin Meißner, Alissa Ries en Petra Dallmann zwom ze in de series van de 4x100 meter vrije slag, in de finale legden Dallmann en Meißner samen met Antje Buschschulte en Sandra Völker beslag op de zilveren medaille. Voor haar aandeel in de series werd Götz beloond met de zilveren medaille. Op de 4x200 meter vrije slag werd ze samen met Alissa Ries, Silke Nowotzin en Nicole Hetzer uitgeschakeld in de series.
Tijdens de Olympische Zomerspelen van 2004 in Athene veroverde de Duitse samen met Antje Buschschulte, Sarah Poewe en Franziska van Almsick de bronzen medaille op de 4x100 meter wisselslag. Op de 4x100 meter vrije slag eindigde ze samen met Antje Buschschulte, Petra Dallmann en Franziska van Almsick op de vierde plaats. Op de Europese kampioenschappen kortebaanzwemmen 2004 in Wenen eindigde Götz als zesde op de 100 meter vrije slag, op de 50 meter vrije slag strandde ze in de series. Op de 4x50 meter vrije slag sleepte ze samen met Dorothea Brandt, Janine Pietsch en Petra Dallmann de zilveren medaille in de wacht.
In Montreal nam de Duitse deel aan de wereldkampioenschappen zwemmen 2005, op dit toernooi eindigde ze als achtste op de 100 meter vrije slag. Op de 4x100 meter vrije slag legde ze samen met Petra Dallmann, Antje Buschschulte en Annika Lurz beslag op de zilveren medaille, samen met Antje Buschschulte, Sarah Poewe en Annika Mehlhorn veroverde ze de bronzen medaille op de 4x100 meter wisselslag. Tijdens de Europese kampioenschappen kortebaanzwemmen 2005 in Triëst werd Götz uitgeschakeld in de series van de 100 meter vrije slag, op de 4x50 meter vrije slag sleepte ze samen met Dorothea Brandt, Daniela Samulski en Petra Dallmann de bronzen medaille in de wacht.
Op de Europese kampioenschappen zwemmen 2006 in Boedapest legde de Duitse, op de 4x100 meter vrije slag, samen met Petra Dallmann, Britta Steffen en Annika Lurz beslag op de Europese titel. Op de 4x200 meter vrije slag zwom ze samen met Petra Dallmann, Daniela Samulski en Nicole Hetzer, in de finale veroverden Dallmann en Samulski samen met Britta Steffen en Annika Lurz de Europese titel. Samen met Antje Buschschulte, Sarah Poewe en Annika Mehlhorn vormde ze een team in de series van de 4x100 meter wisselslag, in de finale werd ze vervangen door Britta Steffen die samen met de rest van de zilveren medaille in de wacht wist te slepen. Voor haar aandeel in de series van de 4x200 meter vrije slag en de 4x100 meter wisselslag ontving ze een gouden en een zilveren medaille. In Helsinki nam Götz deel aan de Europese kampioenschappen kortebaanzwemmen 2006, op dit toernooi strandde ze in de halve finales van de 50 meter vrije slag. Op de 4x50 meter vrije slag legde ze samen met Daniela Samulski, Meike Freitag en Annika Lurz beslag op de bronzen medaille.
Tijdens de wereldkampioenschappen zwemmen 2007 in Melbourne werd de Duitse uitgeschakeld in de series van de 50 meter vrije slag.
Op de Olympische Zomerspelen van 2008 in Peking eindigde Götz samen met Britta Steffen, Meike Freitag en Antje Buschschulte op de vijfde plaats.

## Internationale toernooien
| Jaar | Olympische Spelen                        | WK langebaan                                                                              | WK kortebaan  | EK langebaan | EK kortebaan                                               |
| ---- | ---------------------------------------- | ----------------------------------------------------------------------------------------- | ------------- | --- | ---------------------------------------------------------- |
| 2003 |                                          | 16e 50m vrije slag · 4x100m vrije slag · Götz zwom enkel de series · 9e 4x200m vrije slag |               | | geen deelname                                              |
| 2004 | 4e 4x100m vrije slag · 4x100m wisselslag |                                                                                           | geen deelname | geen deelname | 21e 50m vrije slag · 6e 100m vrije slag · 4x50m vrije slag |
| 2005 |                                          | 8e 100m vrije slag · 4x100m vrije slag · 4x100m wisselslag                                |               | | 19e 100m vrije slag · 4x50m vrije slag                     |
| 2006 |                                          |                                                                                           | geen deelname | 4x100m vrije slag · 4x200m vrije slag · Götz zwom enkel de series · 4x100m wisselslag · Götz zwom enkel de series | 11e 50m vrije slag · 4x50m vrije slag                      |
| 2007 |                                          | 19e 50m vrije slag                                                                        |               | | geen deelname                                              |
| 2008 | 5e 4x100m vrije slag                     |                                                                                           | geen deelname | geen deelname | geen deelname                                              |

## Persoonlijke records
Bijgewerkt tot en met 25 november 2007

### Kortebaan
| Afstand         | Tijd  | Datum            | Plaats |
| --------------- | ----- | ---------------- | ------ |
| 050m vrije slag | 24,95 | 25 november 2007 | Essen  |
| 100m vrije slag | 54,12 | 23 november 2007 | Essen  |

### Langebaan
| Afstand         | Tijd  | Datum            | Plaats   |
| --------------- | ----- | ---------------- | -------- |
| 050m vrije slag | 25,24 | 23 november 2006 | Hannover |
| 100m vrije slag | 54,94 | 22 mei 2005      | Berlijn  |